# Phare de Cherchell
Le phare de Cherchell (ou phare du Fort Joinville) est un phare de jalonnement utilisé pour la navigation des bateaux accostant au port de Cherchell.

## Historique

### Considérations générales
Il semble qu'avant la colonisation seuls quelques rares fanaux rudimentaires étaient placés aux abords des abris qui servaient de refuge aux vaisseaux barbaresques; tel le fanal ordinaire situé sur la haute tour du Penon d'Alger. Dès les premières années de la conquête des feux plus efficaces furent installés aux points les plus caractéristiques. C'est ainsi qu'en  1834, les Français installent à la place du fanal d'Alger un appareil consistant en un feu fixe surmonté d'une couronne tournante portant 8 lampes avec réflecteurs disposées de manière à réaliser un feu à éclipses de 30 secondes en 30 secondes.
Le premier rapport officiel traitant de l'éclairage des côtes algériennes est un rapport de la Commission Nautique de l'Algérie de 1843 qui établit un rapport complet "des améliorations à apporter aux feux existants, des feux à établir immédiatement, des feux à établir par la suite".
Son exécution s'échelonna sur plusieurs années, avec les modifications imposées par les progrès de la technique et le développement de la navigation et dont les principales furent décidées par la Commission des Phares de 1861.
Les appareils ont été modifiés périodiquement entre 1860 et 1900. Les plus notables de ces améliorations consistèrent en la substitution de l'huile minérale par l'huile végétale en 1881 puis, par l'adoption de certains feux de lampe à niveau constant.
En 1902, nouveau programme d'amélioration de l'éclairage côtier par la mise en place d'une Commission Nautique Spéciale qui adopte un programme de réalisations prévoyant entre autres la substitution aux feux fixes existants de feux à éclats ou à occultataions avec ou sans secteurs colorés.  Programme qui fut entièrement réalisé de 1904 à 1908 à l'exception de  la jetée Nord du port d'Alger.
L'électrification des feux principaux et des feux de ports fut poursuivie activement depuis la mission scientifique en Algérie, en 1924, de l'Ingénieur en chef du Service Central des Phares.
En outre quatre radiophares ont été mis en service; au phare de l'Amirauté à Alger (1931), au Cap de l'Aiguille (1938), au Cap Caxine (1938) et au Cap Matifou (1942). Les services techniques ont également prévu  l'établissement dans des délais rapprochés de quatre ouvrages supplémentaires au Cap Ténès, au Cap Bengut, au cap Bougaroun et au Cap de Garde.

### Considérations spécifiques
Le rapport de la Commission Nautique de 1843 qui comportait un certain nombre de recommandations se concrétisa à Cherchell par la construction en 1858 d'un phare de troisième ordre, à feu fixe, de 15 milles de portée.
Les appareils en service ont été modifiés périodiquement entre 1860 et 1900 pour les faire bénéficier des perfectionnements apportés aux différents systèmes d'éclairage utilisés.

## Caractéristiques

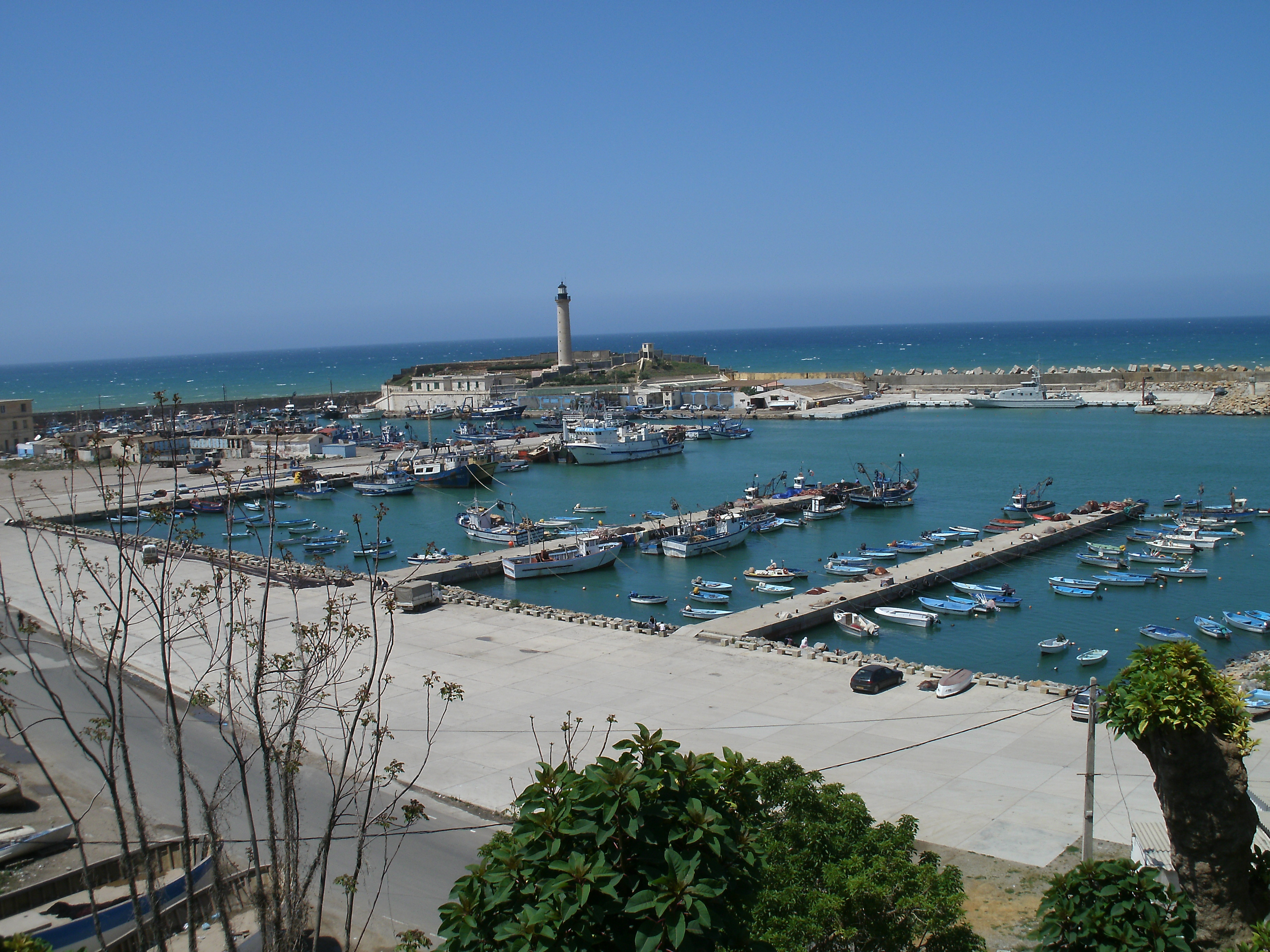
Situation du phare de Cherchell

Le phare a été construit en 1881 sur l'îlot Joinville aujourd'hui relié à la terre ferme par une jetée bétonnée.
Les premiers hommes ont foulé le sol de l'antique Iol à partir de cet îlot. Selon les chercheurs qui étudient l'histoire de la ville de Cherchell, cet îlot reflète parfaitement le passé de l'ancienne capitale de l'Empire de Mauretanie Cesarienne. Dans cet espace, on trouve les vestiges d'une habitation du IVe siècle av. J.-C., d'un phare de l'époque romaine à l'architecture hellenistique, les restes de ce qu'on appelait Bordj El Djazira à l'époque ottomane et d'un oratoire du saint Sid Ali El Ferki, qui privilégiait l'isolement à la vie pour favoriser sa méditation.
Le phare est une tour cylindrique en pierre de taille de 28,60 m de hauteur qui culmine à 40,10 m au-dessus du niveau de la mer. Deux bâtisses voisines servent de logement et d'annexes.
L'éclairage est assuré par un feu blanc à 2 + 1 éclats en 15 secondes de 25 milles nautiques de portée, soit 46 km environ. La lampe a une puissance de 1 000 W pour une tension de 220 V.